# Nahuel Molina
Nahuel Molina Lucero (* 6. dubna 1998 Córdoba) je argentinský profesionální fotbalista, který hraje na pozici pravého obránce za španělský klub Atlético Madrid a za argentinskou reprezentaci, se kterou v roce 2022 vyhrál mistrovství světa.

## Klubová kariéra
Molina je odchovanec Bocy Juniors. V A-týmu debutoval 18. února 2016 v ligovém utkání proti San Martínu de San Juan. Odehrál celý zápas. Ve zbytku svého angažmá v Boce nastoupil jen do dalších osmi soutěžních utkání, ve kterých se střelecky neprosadil.

#### Defensa y Justicia a Rosario Central (hostování)
V lednu 2018 odešel Molina na roční hostování do týmu Defensa y Justicia. V klubu debutoval 2. února proti Argentinos Juniors a 24. února vstřelil svoji první branku ve své kariéře, a to když gólem zajistil výhru 1:0 nad Patronatem.
V následující sezóně odešel na hostování do Rosaria Central, v klubu odehrál 31 utkání, ve kterých vstřelil 1 branku, a na konci roku 2019 se vrátil do Bocy Juniors.

### Udinese Calcio
V létě 2020 vypršela Molinovi smlouva v Boce Juniors a dne 15. září 2020 se stal hráčem italského Udinese Calcio, se kterým podepsal smlouvu do roku 2025. V italské Serii A debutoval 3. října, když nastoupil na poslední půlhodinu utkání proti AS Řím. V jarní části sezóny pronikl nadobro do základní sestavy Udinese, když pravidelně nastupoval na pozici pravého krajního obránce. Ve své premiérové sezóně v klubu odehrál 29 ligových utkání, ve kterých vstřelil 2 branky a připsal si také 5 asistencí.
O místo v základní sestavě nepřišel ani v průběhu sezóny 2021/22, kdy odehrál 35 ligových utkání, vylepšil také svou produktivitu, když vstřelil 7 ligových branek a na dalších 5 přihrál.

### Atlético Madrid
Dne 28. července 2022 se Molina připojil k Atléticu Madrid na základě pětileté smlouvy za poplatek ve výši 20 milionů eur.

## Reprezentační kariéra
Molina debutoval za argentinskou reprezentaci 3. června 2021 v kvalifikačním utkání na mistrovství světa proti Chile, když v 81. minutě nahradil Juana Foytha.
Molina vstřelil svůj první reprezentační gól 9. prosince 2022, a to ve čtvrtfinálovém zápase mistrovství světa 2022 proti Nizozemsku. Argentina 18. prosince celý turnaj, po výhře nad Francií ve finále, ovládla.

## Statistiky

### Klubové
K 12. listopadu 2022
| Klub                       | Sezóna  | Liga             | Liga   | Liga | Pohár  | Pohár | Kontinentální poháry | Kontinentální poháry | Celkem | Celkem |
| Klub                       | Sezóna  | Liga             | Zápasy | Góly | Zápasy | Góly  | Zápasy               | Góly                 | Zápasy | Góly   |
| -------------------------- | ------- | ---------------- | ------ | ---- | ------ | ----- | -------------------- | -------------------- | ------ | ------ |
| Boca Juniors               | 2016/17 | Primera División | 8      | 0    | —      | —     | 1                    | 0                    | 9      | 0      |
| Defensa y Justicia (host.) | 2017/18 | Primera División | 14     | 1    | 2      | 0     | 7                    | 0                    | 23     | 1      |
| Defensa y Justicia (host.) | 2018/19 | Primera División | 3      | 0    | —      | —     | —                    | —                    | 3      | 0      |
| Defensa y Justicia (host.) | Celkem  | Celkem           | 17     | 1    | 2      | 0     | 7                    | 0                    | 26     | 1      |
| Rosario Central (host.)    | 2018/19 | Primera División | 6      | 0    | 1      | 0     | 6                    | 0                    | 13     | 0      |
| Rosario Central (host.)    | 2019/20 | Primera División | 16     | 1    | 2      | 0     | —                    | —                    | 18     | 1      |
| Rosario Central (host.)    | Celkem  | Celkem           | 22     | 1    | 3      | 0     | 6                    | 0                    | 31     | 1      |
| Udinese                    | 2020/21 | Serie A          | 29     | 2    | 2      | 0     | —                    | —                    | 31     | 2      |
| Udinese                    | 2021/22 | Serie A          | 35     | 7    | 2      | 1     | —                    | —                    | 37     | 8      |
| Udinese                    | Celkem  | Celkem           | 64     | 9    | 4      | 1     | 0                    | 0                    | 68     | 10     |
| Atlético Madrid            | 2022/23 | La Liga          | 11     | 0    | 1      | 0     | 6                    | 0                    | 18     | 0      |
| Celkem                     | Celkem  | Celkem           | 122    | 11   | 10     | 1     | 20                   | 0                    | 152    | 12     |

### Reprezentační
K 18. prosinci 2022
| Argentina | Argentina | Argentina |
| Rok       | Zápasy    | Góly      |
| --------- | --------- | --------- |
| 2021      | 13        | 0         |
| 2022      | 14        | 1         |
| Celkem    | 27        | 1         |

#### Reprezentační góly
| Gól | Datum            | Místo                                | Soupeř     | Skóre | Výsledek         | Soutěž                 |
| --- | ---------------- | ------------------------------------ | ---------- | ----- | ---------------- | ---------------------- |
| 1.  | 9. prosince 2022 | Lusail Iconic Stadium, Lusail, Katar | Nizozemsko | 1:0   | 2:2 (4:3 po pen) | Mistrovství světa 2022 |

## Ocenění

### Reprezentační

#### Argentina
- Mistrovství světa ve fotbale: 2022[14]
- Copa América: 2021[15]
- Finalissima: 2022[16]